# 王楚然
王楚然（1999年1月21日—），中華人民共和國女演员。
2016年，因参演古装传奇剧《将军在上》饰演“表妹”柳惜音而进入演艺圈。 2017年，主演现代爱情电影《将军在上之时空恋人》。2022年，參與《尚食》饰演蘇月華一角而有所認識。

## 早年经历
王楚然出生于上海，成长于淄博。母亲是山东淄博人，父亲是上海人。王楚然小学和初中时光均在山东淄博度过，自幼热爱才艺，学习舞蹈，弹奏钢琴、烏克麗麗等乐器。
2014年，初中毕业后考入上海戏剧学院附属戏曲学校，学习话剧表演专业。2016年，在高三期间王楚然凭借参演的话剧《遥远的家乡》，获得第十二届“文明风采”竞赛“情景剧”类全国一等奖与第四届“上海市中学生话剧节”优秀个人表演奖；同年，还获得了上海市一等奖学金。
2017年9月，王楚然成为上海戏剧学院戏剧影视表演专业2017级的学生。

## 演艺经历
2016年11月，还在学校读高三的王楚然被古装剧《将军在上》的艺术总监侣皓吉吉选中，钦点其出演剧中具有倾国倾城之貌的“表妹”柳惜音，从而开始了她的演艺之路。
2017年10月25日，与马思纯、盛一伦等合作出演的古装传奇剧《将军在上》播出，在剧中饰演倾国倾城、痴情刚烈的“表妹”柳惜音，而该剧播出后21小时便获得了1亿的网络点击率，开播23天中有17天获得单日播放量冠军；此外，王楚然还为该剧演唱了插曲《覆水》、《恩赐》；12月15日，主演的现代爱情电影《将军在上之时空恋人》在优酷上线，在片中饰演穿越时空来到另一个世界的柳惜音。
2018年4月，主演由海岩编剧，侣皓吉吉执导的当代科幻悬疑剧《昆仑归》，在剧中饰演从小在美国长大的超能少女凌空。但最終未能完成。
2022年，与許凱，吳謹言，何瑞賢及王一哲等合作出演的古装剧《尚食》，在剧中饰演亦正亦邪的蘇月華一角而嶄露頭角，從而得到多方的認識。
2023年，与杨洋合作出演现代都市剧《我的人间烟火》，在剧中饰演许沁。

## 影视作品

### 电视剧
| 首播年份 | 剧名               | 角色          |
| 2017年   | 将军在上           | 柳惜音        |
| 2020年   | 清平乐             | 張貴妃        |
| 2020年   | 在一起             | 姚宁          |
| 2020年   | 燕云台             | 玉簫          |
| 2021年   | 您好！母亲大人     | 雅            |
| 2022年   | 尚食               | 蘇月華        |
| 2022年   | 相逢时节           | 程可欣(客串)  |
| 2023年   | 听说你喜欢我       | 阮流箏        |
| 2023年   | 玉骨遙(網絡劇)     | 白雪鷺        |
| 2023年   | 我的人间烟火       | 許沁/孟沁     |
| 2024年   | 庆余年2            | 桑文(客串)    |
| 2024年   | 柳舟记             | 柳眠棠        |
| 待播     | 烽影燃梅香(網絡劇) | 梅久/安久     |
| 待播     | 爱情有烟火         | 钱菲          |
| 待播     | 成何体统(網絡劇)   | 庾晚音        |
| 待播     | 这一秒过火         | 任素素/方牧兰 |

### 电影
| 上映年份 | 电影名                       | 角色       |
| 2017年   | 将军在上之时空恋人(網絡電影) | 柳惜音     |
| 2022年   | 海的尽头是草原               | 青年张凤霞 |

### 话剧
| 年份   | 剧名       | 地点                   |
| 2016年 | 遥远的家乡 | 上海话剧艺术中心       |
| 2016年 | 时光       | 上海戏剧学院黑匣子剧场 |

### 综艺节目
| 播放日期        | 播放頻道/平台 | 節目名稱             | 備註   |
| 2018年1月2、9日 | 優酷          | 《你说的都对》       |        |
| 2018年          |               | 《明星畅聊会》       |        |
| 2020年10月2日   | 騰訊視頻      | 《演員請就位第二季》 | 參賽者 |

## 音乐作品

### 单曲
| 发行时间 | 歌曲名称 | 备注             |
| 2017年   | 覆水     | 《将军在上》插曲 |
| 2017年   | 恩赐     | 《将军在上》插曲 |